# 641 a.C.
Il 641 a.C. (DCXLI a.C. in numeri romani) è un anno  del VII secolo a.C.

## Morti
- Tullo Ostilio, re romano